# Grotestraat (Nijmegen)
De Grotestraat is een straat in de wijk Benedenstad in de Nederlandse stad Nijmegen.

## Traject
De Grotestraat begint op het kruispunt van de Grote Markt met de Burchtstraat en de Broerstraat. Van daaruit loopt de straat in noordelijke richting helemaal tot aan de Veerpoorttrappen bij de Waalkade. De Grotestraat kruist onder meer de Platenmakersstraat, Muchterstraat, Vleeshouwerstraat en Steenstraat.

## Geschiedenis
De straat wordt vanaf de 13e eeuw vermeld; de oudste vermelding (als platea maior) dateert uit 1278. Het was destijds al een van de belangrijkste straten van Nijmegen. De loop was al ongeveer hetzelfde als tegenwoordig. De straat wordt ook vermeld als Grote straet, Groote Straet en Groitstraet. De naam werd nog tot 1947 geschreven als Grootestraat (eerder Groote Straat). 
Aan de Grotestraat 33 stond vroeger het ouderlijk huis van Henriëtte Presburg, de moeder van Karl Marx. Zij was hier samen met de rest van het gezin Presburg in 1808 heen verhuisd (vanuit de Nonnenstraat) en woonde er nog tot haar huwelijk zes jaar later. In datzelfde pand –  genaamd Het Swarte Schild of (in het Nijmeegs dialect)  't Swerte Schild – woonde in de zeventiende eeuw ook burgemeester Pontiaen Singendonck. Ter herinnering aan Presburg is hier in 1984 een plaquette met gedenktekst aangebracht.
Op de hoek van de Grotestraat en de Platenmakersstraat stond tot 1958 een markante woning uit de 14e eeuw, genaamd "de Ster". 

## Monumenten
Een aantal huizen aan de Grotestraat zijn tegenwoordig gemeentelijke monumenten.